# Waynesburg (Ohio)
Waynesburg és una població dels Estats Units a l'estat d'Ohio. Segons el cens del 2000 tenia 1.003 habitants.

## Demografia
Segons el cens del 2000, Waynesburg tenia 1.003 habitants, 391 habitatges, i 276 famílies. La densitat de població era de 744,7 habitants per km².
Dels 391 habitatges en un 35% hi vivien nens de menys de 18 anys, en un 50,4% hi vivien parelles casades, en un 15,3% dones solteres, i en un 29,4% no eren unitats familiars. En el 25,8% dels habitatges hi vivien persones soles el 14,8% de les quals corresponia a persones de 65 anys o més que vivien soles. El nombre mitjà de persones vivint en cada habitatge era de 2,57 i el nombre mitjà de persones que vivien en cada família era de 3,09.
Per edats la població es repartia de la següent manera: un 27,2% tenia menys de 18 anys, un 7,1% entre 18 i 24, un 28,7% entre 25 i 44, un 20,6% de 45 a 60 i un 16,4% 65 anys o més.
L'edat mediana era de 36 anys. Per cada 100 dones de 18 o més anys hi havia 93,1 homes.
La renda mediana per habitatge era de 34.125 $ i la renda mediana per família de 39.861 $. Els homes tenien una renda mediana de 34.792 $ mentre que les dones 19.779 $. La renda per capita de la població era de 14.996 $. Aproximadament el 13,2% de les famílies i el 16,4% de la població estaven per davall del llindar de pobresa.

## Poblacions més properes
El següent diagrama mostra les poblacions més properes.